# IC 3142/1
IC 3142/1 је елиптична галаксија у сазвијежђу Береникина коса која се налази на листи објеката дубоког неба у Индекс каталогу.
Деклинација објекта је + 13° 58' 54" а ректасцензија 12h 19m 1,8s. Привидна величина (магнитуда) објекта IC 3142 износи 15,3 а фотографска магнитуда 16,3. IC 31421 је још познат и под ознакама UGC 7355, MCG 2-31-89, CGCG 70-6, VCC 319, PGC 39610.